# Mistrz Virgo inter Virgines
Mistrz Virgo inter Virgines – malarz i grafik niderlandzki, czynny w latach 1480-1510 w Delft.

## Życie i działalność artystyczna
Jego przydomek pochodzi od ołtarza Marii z Dzieciątkiem wśród świętych dziewic - Virgo inter Virgines powstałego ok. 1495 roku. Był identyfikowany z innym malarzem czynnym w Delft w latach 1474-1495, Dirkiem Janszem. Stosował bardzo intensywne kolory. Postacie na jego obrazach są kruche, delikatne o krągłych głowach, pełne elegancji, przyodziane w bogate i bujnie udrapowane stroje. Tłem dla przedstawianych scen są najczęściej odludne krajobrazy. Jest autorem drzeworytów ilustrujących książki wydawane w Delft w latach 1483-1498. W niektórych jego pracach można zauważyć wpływ stylu Hugo van der Goesa.

## Przypisywane prace

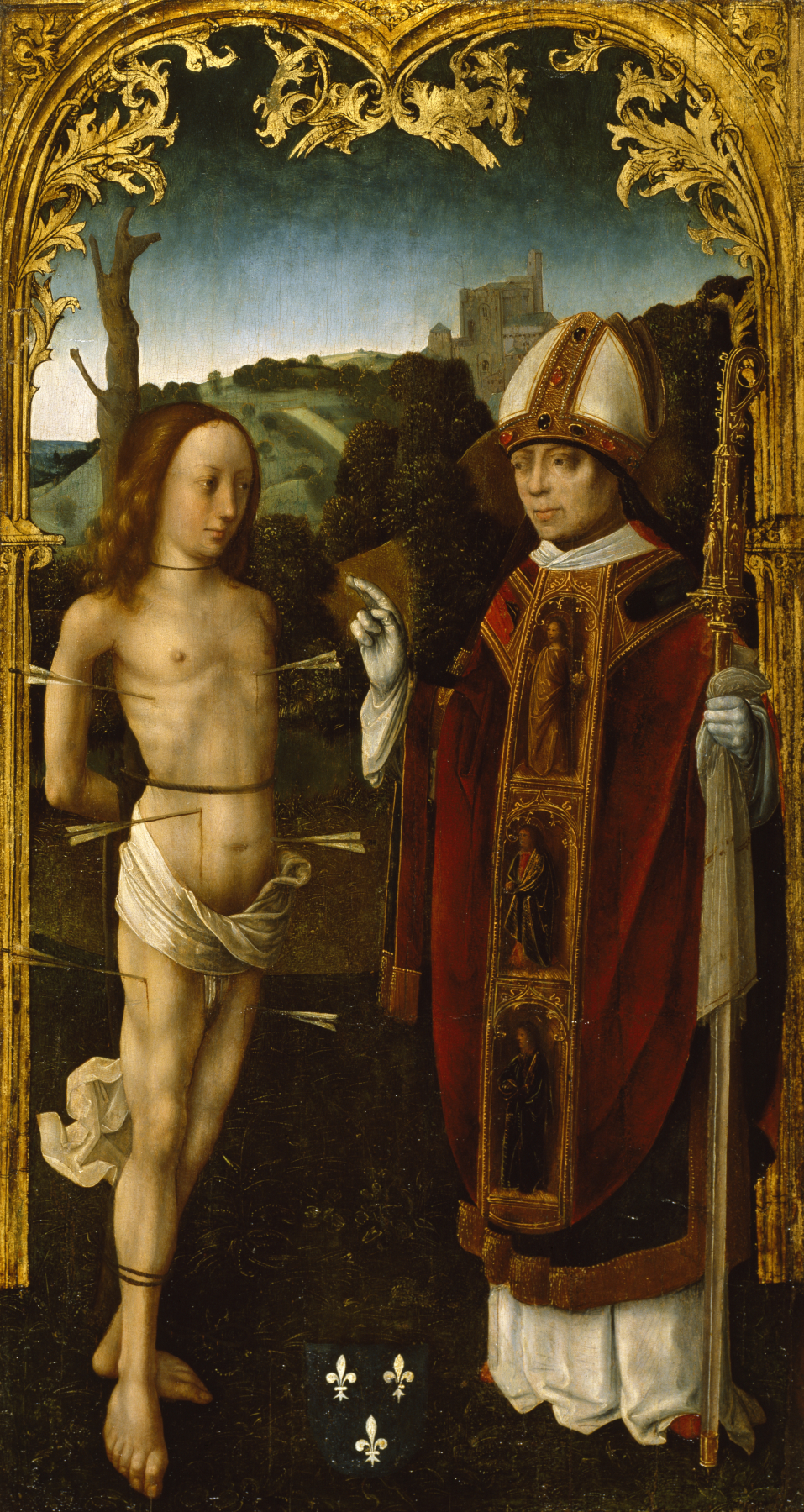
Święty Sebastian z biskupem